# Young Engineers' Satellite 2

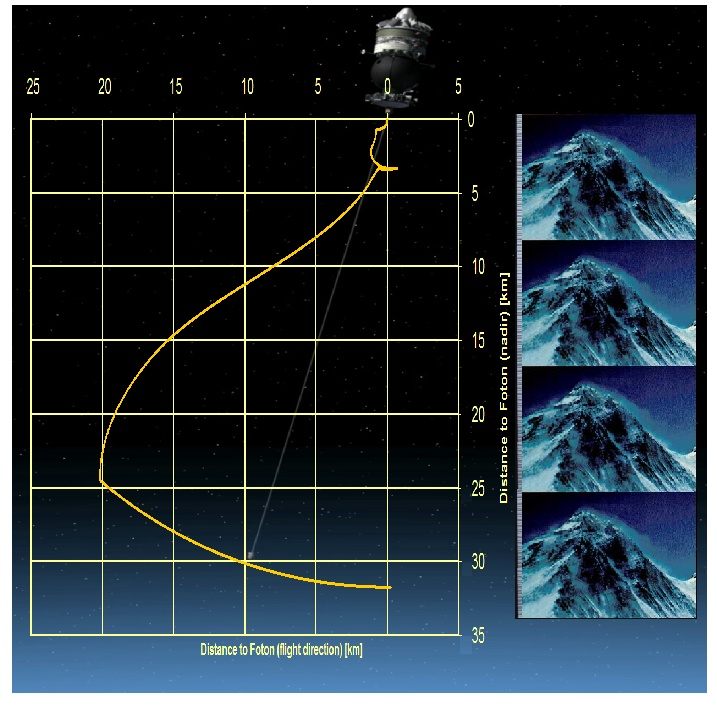
Reconstrucció del desplegament del YES2, la trajectòria de la càpsula Fotino amb relació a la nau espacial Foton. El moviment orbital està a l'esquerra. La Terra és a baix. L'Everest es mostra diverses vegades per sobre de l'escala. El Fotino va ser posat en llibertat en vertical, 32 km sota el Foton, a uns 240 km per sobre de la superfície de la Terra, i va fer una reentrada cap a Kazakhstan.

El Young Engineers' Satellite 2 (YES2) és un satèl·lit captiu de 36 kg fet per estudiants com a part de la missió de microgravetat Foton-M3 de l'ESA. El llançament del Foton-M3 rus va tenir lloc el 14 de setembre de 2007 a les 13:00 (CEST) per un llançador Soiuz-U. El projeccte es va dur a terme per Delta-Utec SRC i supervisat per l'Oficina d'Educació de l'ESA (ESA Education Office) i va ser completament dissenyat i fabricat per estudiants i joves enginyers.
El desplegament del YES2 va tenir lloc el 25 de setembre de 2007. L'objectiu de la missió va ser desplegar un cable llarg de 30 km i de 0,5 mm de gruix en dues etapes controlades, amb la finalitat d'alliberar una petita, esfèrica i lleugera càpsula de reentrada anomenada Fotino en una trajectòria predeterminada a una zona d'aterratge a Kazakhstan. Es van assolir els objectius científics de la missió. El YES2 va ser caracteritzat per un desplegament captiu multietapa. Podria ser reconstruïda dins d'aproximadament 20 m d'exactitud per a la primera etapa (3400 m) i 100–150 m pel desplegament de 31,7 km del total. La primera etapa va ser desplegada acuradament (sobre un error de 10–20 m), la segona etapa es va sobredesplegar per 1,7 km. El Fotino es va llançar com estava previst durant una oscil·lació del sistema captiu a través de la vertical (com es veu des del Foton). Van ser avaluades les propietats captives, dinàmica de desplegament i rendiment del sistema de desplegament captiu. El desplegament captiu es va realitzar sense problemes. No obstant això, a causa d'un problema d'electricitat, l'ordinador d'abord va fallar en registrar la longitud final correctament i només es va informar d'un desplegament parcial basat en la telemetria disponible a temps real. Es va descobrir que la fricció de desplegament inicial va superar la gamma nominal, però es va revelar per proves posteriors a la missió que el més probable va ser a causa d'un ajust termomecànic del carret del cable. Algunes setmanes després de completar la missió, l'anàlisi de les dades completes va confirmar que el cable de subjecció va ser desplegat en tota la longitud de 31,7 km.No es va rebre cap senyal de la càpsula de "entrada" de Fotino després de la separació i es va perdre. El YES2 va establir un nou rècord mundial com l'estructura artificial espacial més llarga i va ser inclòs més tard en el Llibre de Rècords Guinness de l'Edició 2009.